# Scytl
Scytl Election Technologies S.L.U. (també estilitzat SCYTL) és una empresa especialitzada en sistemes de vot electrònic i tecnologia electoral. Fundada l'any 2001 a Barcelona, els seus productes i serveis s'utilitzen en eleccions i referèndums arreu del món.
Scytl és propietat d'Innovative Solutions Ecosystem, S.A (Paragon Group). Scytl és una de les empreses de serveis electorals més grans del món, igual que el seu competidor Dominion Voting Systems.

## Història
Scytl es va fundar l'any 2001, a partir d'un projecte de recerca en criptografia de la Universitat Autònoma de Barcelona. El nom és una referència al scytale, una antiga eina criptogràfica.
A partir de 2006 ja va ser rendible i el 2014 va registrar un creixement anual dels ingressos del 70%. El 2012 va adquirir l'empresa SOE Software. Tenia la intenció de sortir a borsa el 2016, però va retardar la sortida a borsa a causa del mal rendiment als mercats en desenvolupament i va decidir centrar-se en els mercats dels països desenvolupats, així com en solucions electorals per a clients no governamentals.
El 2017, Scytl tenia 600 empleats, dels quals un terç eren a Barcelona. El 2016, es va dividir en tres empreses: l'original Scytl Secure Electronic Voting, que desenvolupa programari de votació, Scytl Voting Hardware SL, que desenvolupa maquinari de votació, propietat de Scytl i un inversor anònim amb seu a Dubai, i Civiti (abans OpenSeneca), que se centra en els serveis de participació ciutadana.
Els sistemes de l'empresa s'han implementat a nombrosos països, entre els quals Austràlia, Equador, Noruega i Suïssa.